# Krögelsmühle
Krögelsmühle ist ein Wohnplatz des Marktes Nordhalben im Landkreis Kronach (Oberfranken, Bayern).

## Geographie
Die Einöde liegt im tief eingeschnittenen Tal der Fränkischen Muschwitz. Im Osten grenzt das gemeindefreie Gebiet Langenbacher Forst an. Dort befindet sich das Naturschutzgebiet Fränkische Muschwitz. Ein Anliegerweg führt nach Grund (1,1 km südwestlich).

## Geschichte
Gegen Ende des 18. Jahrhunderts gehörte die Krögelsmühle zur Realgemeinde Heinersberg. Das Hochgericht übte das bayreuthische Richteramt Lichtenberg aus. Die Grundherrschaft hatte das Kastenamt Lichtenberg inne.
Unter der preußischen Verwaltung (1792–1806) des Fürstentums Bayreuth erhielt die Krögelsmühle bei der Vergabe der Hausnummern eine eigene Nummer. Von 1797 bis 1808 unterstand der Ort dem Justiz- und Kammeramt Naila. Mit dem Gemeindeedikt wurde Krögelsmühle dem 1808 gebildeten Steuerdistrikt Steinbach bei Geroldsgrün und der 1818 gebildeten Ruralgemeinde Heinersberg zugewiesen. Nach 1888 wurde der Ort in den Amtlichen Ortsverzeichnissen nicht mehr aufgelistet.

### Einwohnerentwicklung
| Jahr      | 001818 | 001861 | 001871 | 001885 |
| Einwohner | *      | 4      | 6      | 4      |
| Häuser    | *      |        |        | 1      |
| Quelle    | [ 6 ]  | [ 7 ]  | [ 8 ]  | [ 9 ]  |

## Religion
Der Ort ist evangelisch-lutherisch geprägt und war ursprünglich nach St. Jakobus (Geroldsgrün) gepfarrt. Seit den 1920er Jahren wird die Krögelsmühle von der evangelischen Jubilate-Kirche in Grund betreut, die zunächst eine Pfarrvikarie war, mittlerweile zur Pfarrei Heinersberg-Nordhalben erhoben wurde.

## Weblink
- Krögelsmühle in der Ortsdatenbank des bavarikon, abgerufen am 20. August 2021.